# Garde (keukengerei)

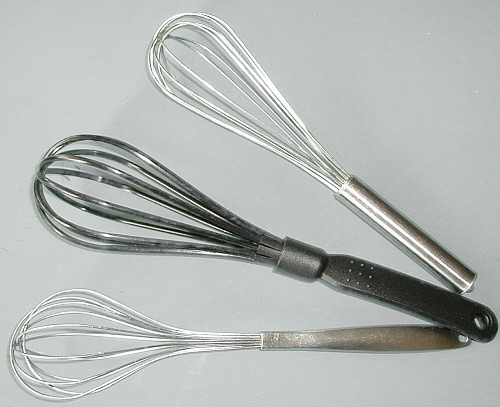
Drie gardes

Een garde is keukengerei waarmee handmatig bijvoorbeeld eieren worden geklutst voor een omelet, of slagroom stijf geklopt.
Het mengen van ingrediënten met behulp van een garde wordt klutsen, kloppen of slaan genoemd.
Een garde bestaat meestal uit metalen stangetjes in een kegelvorm, die in een handvat bijeen worden gehouden. Soms bestaat het materiaal waarmee geklopt wordt uit plastic of hout. 

## Zie ook

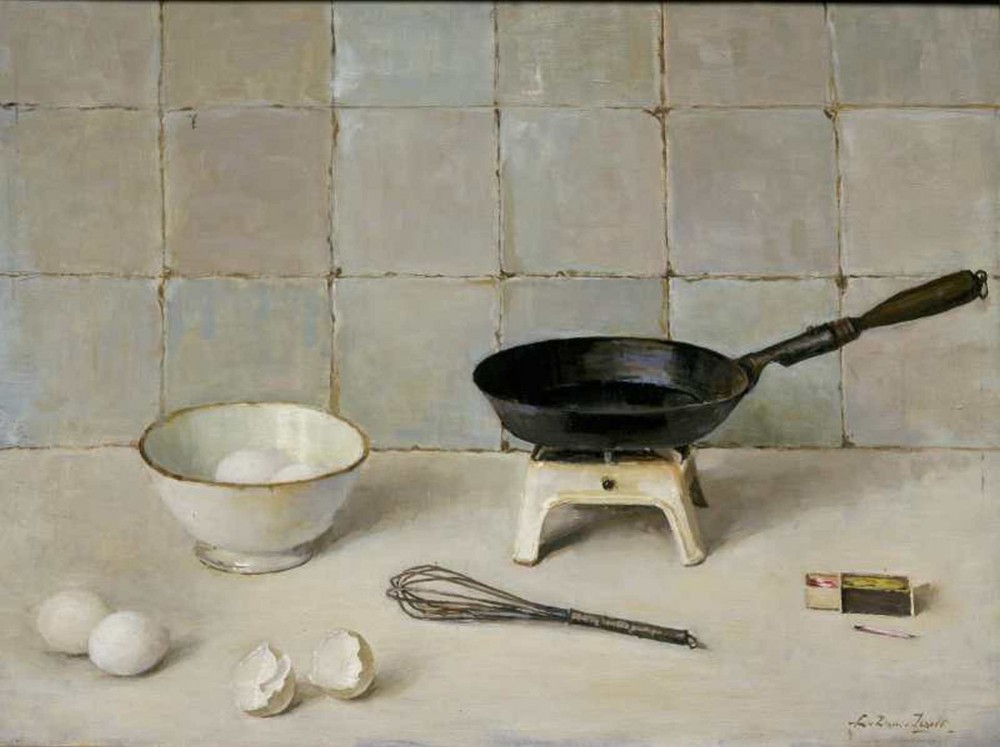
Schilderij met een garde voor het bakken van een omelet van Lucie van Dam van Isselt (ca. 1935)